# Copa da Liga Francesa de 2016–17
A Copa da Liga Francesa de 2016–17 foi a 23ª edição dessa competição francesa de futebol organizada pela LFP, iniciada em 9 de agosto de 2016, com seu término em 1 de abril de 2017.

## Participantes
| Competição | Equipes             | Equipes                | Equipes          | Equipes          |
| ---------- | ------------------- | ---------------------- | ---------------- | ---------------- |
| Ligue 1    | Angers              | Bastia                 | Bordeaux         | Caen             |
| Ligue 1    | Dijon               | Guingamp               | Lille            | Lorient          |
| Ligue 1    | Lyon                | Olympique de Marseille | Metz             | Monaco           |
| Ligue 1    | Montpellier         | Nancy                  | Nantes           | Nice             |
| Ligue 1    | Paris Saint-Germain | Rennes                 | Saint-Étienne    | Toulouse         |
| Ligue 2    | AC Ajaccio          | Gazélec Ajaccio        | Amiens           | Auxerre          |
| Ligue 2    | Bourg-en-Bresse 01  | Brest                  | Clermont Foot 63 | Stade Lavallois  |
| Ligue 2    | Le Havre            | Lens                   | Nîmes            | Chamois Niortais |
| Ligue 2    | US Orléans          | Red Star Paris         | Reims            | Sochaux          |
| Ligue 2    | RC Strasbourg       | Tours                  | Troyes           | Valenciennes     |
| National   | Thonon Évian        | Créteil                | Paris FC         | Châteauroux      |

## Fases iniciais

### Primeira rodada
Em negrito os times classificados.
| Equipe 1         | Resultado     | Equipe 2           |
| ---------------- | ------------- | ------------------ |
| US Orléans       | 1–0           | Tours              |
| Reims            | 2–5           | Le Havre           |
| Stade Lavallois  | 1–0           | Troyes             |
| Nîmes            | 1–1 (1–3 pen) | Châteauroux        |
| Sochaux          | 0–0 (4–2 pen) | Gazélec Ajaccio    |
| RC Strasbourg    | 1–0           | Chamois Niortais   |
| Clermont Foot 63 | 2–1           | Amiens             |
| Brest            | 0–0 (5–3 pen) | Valenciennes       |
| Lens             | 3–0           | AC Ajaccio         |
| Créteil          | Anulado       | Thonon Évian       |
| Auxerre          | 2–2 (5–4 pen) | Bourg-en-Bresse 01 |

### Segunda rodada
Em negrito os times classificados.
| Equipe 1         | Resultado     | Equipe 2        |
| ---------------- | ------------- | --------------- |
| US Orléans       | 0–0 (1–4 pen) | Stade Lavallois |
| Auxerre          | 2–0           | RC Strasbourg   |
| Clermont Foot 63 | 2–1           | Créteil         |
| Sochaux          | 2–0           | Brest           |
| Lens             | 0–0 (6–7 pen) | Paris FC        |
| Le Havre         | 2–5           | Châteauroux     |

## Fase final

### Fase de 16-avos
| Equipe 1         | Resultado     | Equipe 2               |
| ---------------- | ------------- | ---------------------- |
| Stade Lavallois  | 0–2           | Montpellier            |
| Nantes           | 2–1           | Angers                 |
| Châteauroux      | 0–2           | Bordeaux               |
| Nancy            | 4–2           | Caen                   |
| Dijon            | 1–1 (4–5 pen) | Sochaux                |
| Bastia           | 1–1 (3–4 pen) | Guingamp               |
| Paris FC         | 1–1 (6–7 pen) | Metz                   |
| Rennes           | 3–2           | Lorient                |
| Toulouse         | 1–0           | Auxerre                |
| Clermont Foot 63 | 1–2           | Olympique de Marseille |

| 25 de outubro de 2016 | Stade Lavallois | 0 – 2     | Montpellier              | Stade Francis-Le-Basser, Laval                |
| 18:45                 |                 | Relatório | Mounié 6' · Bérigaud 48' | Público: 6 330 Árbitro: FRA Hakim Bel El Hadj |

| 25 de outubro de 2016 | Nantes                   | 2 – 1     | Angers            | Stade de la Beaujoire, Nantes             |
| 21:00                 | Sala 28' · Thomasson 47' | Relatório | Capelle 51' (pen) | Público: 32 003 Árbitro: FRA Tony Chapron |

| 26 de outubro de 2016 | Châteauroux | 0 – 2     | Bordeaux               | Stade Gaston-Petit, Châteauroux             |
| 18:45                 |             | Relatório | Kamano 40' · Ounas 84' | Público: 9 787 Árbitro: FRA Stéphane Jochem |

| 26 de outubro de 2016 | Nancy                            | 4 – 2     | Caen             | Stade Marcel Picot, Nancy                     |
| 21:05                 | Puyo 8', 61' · Mandanne 15', 37' | Relatório | Makengo 14', 50' | Público: 13 130 Árbitro: FRA Franck Schneider |

| 26 de outubro de 2016 | Dijon          | 1 – 1     | Sochaux       | Stade Gaston-Gérard, Dijon                 |
| 21:05                 | Bahamboula 12' | Relatório | Karanović 14' | Público: 7 463 Árbitro: FRA Amaury Delerue |

|                                             |       | Penalidades                           |  |
| Lees-Melou Amalfitano Bernard Gastien Diony | 4 – 5 | Tardieu Ruiz Ilaimaharitra Sao Thuram |  |

| 26 de outubro de 2016 | Bastia        | 1 – 1     | Guingamp   | Stade Armand Cesari, Bastia               |
| 21:05                 | Marange 45+2' | Relatório | Privat 28' | Público: 6 029 Árbitro: FRA Mikael Lesage |

|                                              |       | Penalidades                |  |
| Diallo Danic Bifouma Bengtsson Saint-Maximin | 3 – 4 | De Pauw Livolant Mané Blas |  |

| 26 de outubro de 2016 | Paris FC       | 1 – 1     | Metz        | Stade Charléty, Paris                  |
| 21:05                 | Missi Mezu 27' | Relatório | Nguette 65' | Público: 3 321 Árbitro: FRA Karim Abed |

|                                                                       |       | Penalidades                                               |  |
| Ech-Chergui Marie Gbessi Pierazzi Bakayoko Bong Missi Mezu Nanizayamo | 6 – 7 | Cohade Milan Erdinç Nguette Erdinç Diallo Doukouré Balliu |  |

| 26 de outubro de 2016 | Rennes                               | 3 – 2     | Lorient                        | Roazhon Park, Rennes                        |
| 21:05                 | Pedro Henrique 16', 90+5' · Saïd 59' | Relatório | Waris 87' (pen) · Lautoa 90+3' | Público: 27 239 Árbitro: FRA Clément Turpin |

| 26 de outubro de 2016 | Toulouse    | 1 – 0     | Auxerre | Stadium Municipal, Toulouse                   |
| 21:05                 | Jullien 53' | Relatório |         | Público: 8 300 Árbitro: FRA Sébastien Moreira |

| 26 de outubro de 2016 | Clermont Foot 63 | 1 – 2     | Olympique de Marseille  | Stade Gabriel-Montpied, Clermont-Ferrand       |
| 21:05                 | Centonze 52'     | Relatório | Machach 45' · Gomis 68' | Público: 10 480 Árbitro: FRA François Letexier |

### Oitavas de final
| Equipe 1            | Resultado       | Equipe 2               |
| ------------------- | --------------- | ---------------------- |
| Nantes              | 3–1             | Montpellier            |
| Sochaux             | 1–1 (4–3 pen)   | Olympique de Marseille |
| Bordeaux            | 3–2             | Nice                   |
| Monaco              | 7–0             | Rennes                 |
| Metz                | 1–1 (11–10 pen) | Toulouse               |
| Lyon                | 2–2 (3–4 pen)   | Guingamp               |
| Saint-Étienne       | 0–1             | Nancy                  |
| Paris Saint-Germain | 3–1             | Lille                  |

| 13 de dezembro de 2016 | Nantes                        | 3 – 1     | Montpellier  | Stade de la Beaujoire, Nantes             |
| 18:45                  | Sala 18', 43' · Stępiński 62' | Relatório | Bérigaud 36' | Público: 16 249 Árbitro: FRA Ruddy Buquet |

| 13 de dezembro de 2016 | Sochaux | 1 – 1     | Olympique de Marseille | Stade Auguste Bonal, Montbéliard          |
| 21:00                  | Sao 36' | Relatório | Sarr 22'               | Público: 18 248 Árbitro: FRA Tony Chapron |

|                                             |       | Penalidades                         |  |
| Tardieu Robinet Ilaimaharitra Sao Karanović | 4 – 3 | Thauvin Lopez Sarr Dória Leya Iseka |  |

| 14 de dezembro de 2016 | Bordeaux                      | 3 – 2     | Nice                           | Matmut Atlantique, Bordéus                     |
| 18:45                  | Plašil 14' · Laborde 22', 55' | Relatório | Pléa 42' · Balotelli 83' (pen) | Público: 15 049 Árbitro: FRA François Letexier |

| 14 de dezembro de 2016 | Monaco                                                            | 7 – 0     | Rennes | Stade Louis II, Mónaco                      |
| 21:05                  | Mbappé 11', 21', 62' · Boschilia 35', 78' · Jean 83' · Cavare 85' | Relatório |        | Público: 5 539 Árbitro: FRA Frank Schneider |

| 14 de dezembro de 2016 | Metz       | 1 – 1     | Toulouse              | Stade Saint-Symphorien, Longeville-lès-Metz |
| 21:05                  | Mollet 11' | Relatório | Braithwaite 28' (pen) | Público: 5 888 Árbitro: FRA Benoît Millot   |

|                                                                                        |         | Penalidades                                                                                    |  |
| Milán Philipps Falette Balliu Cohade Nguette Mandjeck Diallo Signorino Sarr Oberhauser | 11 – 10 | Ola Toivonen Sirieix Sylla Bodiger Braithwaite Somália Jullien Michelin Yago Ninkov Goicoechea |  |

| 14 de dezembro de 2016 | Lyon                         | 2 – 2     | Guingamp               | Parc Olympique Lyonnais, Lyon               |
| 21:05                  | Valbuena 43' · Lacazette 75' | Relatório | Blas 20' · De Pauw 70' | Público: 17 002 Árbitro: FRA Benoît Bastien |

|                                         |       | Penalidades                            |  |
| Fekir Mammana Jallet Valbuena Lacazette | 3 – 4 | Giresse De Pauw Angoua Diabaté Kerbrat |  |

| 14 de dezembro de 2016 | Saint-Étienne | 0 – 1     | Nancy          | Stade Geoffroy-Guichard, Saint-Étienne     |
| 21:05                  |               | Relatório | Dalé 18' (pen) | Público: 13 372 Árbitro: FRA Fredy Fautrel |

| 14 de dezembro de 2016 | Paris Saint-Germain             | 3 – 1     | Lille    | Parc des Princes, Paris                    |
| 21:05                  | Lucas 43' (pen), 57' · Jesé 69' | Relatório | Baša 89' | Público: 45 183 Árbitro: FRA Mikael Lesage |

### Quartas de final
| Equipe 1            | Resultado     | Equipe 2 |
| ------------------- | ------------- | -------- |
| Nantes              | 0–2           | Nancy    |
| Sochaux             | 1–1 (3–4 pen) | Monaco   |
| Bordeaux            | 3–2           | Guingamp |
| Paris Saint-Germain | 2–0           | Metz     |

| 10 de janeiro de 2017 | Nantes | 0 – 2     | Nancy                    | Stade de la Beaujoire, Nantes               |
| 18:30                 |        | Relatório | Dalé 31' · Cuffaut 45+3' | Público: 10 349 Árbitro: FRA Clément Turpin |

| 10 de janeiro de 2017 | Sochaux         | 1 – 1     | Monaco       | Stade Auguste Bonal, Montbéliard           |
| 21:00                 | Andriatsima 15' | Relatório | Moutinho 82' | Público: 15 362 Árbitro: FRA Mikael Lesage |

|                                              |       | Penalidades                          |  |
| Andriatsima Robinet Ilaimaharitra Ramaré Sao | 3 – 4 | Falcao Moutinho Glik Sidibé Carrillo |  |

| 11 de janeiro de 2017 | Bordeaux                      | 3 – 2     | Guingamp                 | Matmut Atlantique, Bordéus               |
| 18:45                 | Kamano 16' · Laborde 36', 64' | Relatório | Privat 12' · Benezet 88' | Público: 8 900 Árbitro: FRA Ruddy Buquet |

| 11 de janeiro de 2017 | Paris Saint-Germain   | 2 – 0     | Metz | Parc des Princes, Paris                     |
| 21:05                 | Thiago Silva 27', 72' | Relatório |      | Público: 43 857 Árbitro: FRA Amaury Delerue |

### Semifinais
| Equipe 1 | Resultado | Equipe 2            |
| -------- | --------- | ------------------- |
| Bordeaux | 1–4       | Paris Saint-Germain |
| Monaco   | 1–0       | Nancy               |

| 24 de janeiro de 2017 | Bordeaux  | 1 – 4     | Paris Saint-Germain                 | Matmut Atlantique, Bordéus                  |
| 21:00                 | Rolán 32' | Relatório | Di María 19', 81' · Cavani 60', 74' | Público: 28 862 Árbitro: FRA Clément Turpin |

| 25 de janeiro de 2017 | Monaco       | 1 – 0     | Nancy | Stade Louis II, Mónaco                   |
| 21:00                 | Falcao 45+2' | Relatório |       | Público: 7 699 Árbitro: FRA Ruddy Buquet |

### Final
| 1 de abril de 2017 | Monaco    | 1 – 4     | Paris Saint-Germain                         | Parc Olympique Lyonnais, Décines-Charpieu    |
| 21:00              | Lemar 27' | Relatório | Draxler 4' · Di María 44' · Cavani 54', 90' | Público: 57 841 Árbitro: FRA Frank Schneider |

## Premiação
| Copa da Liga Francesa de 2016–17        |
| França                                  |
| --------------------------------------- |
| PARIS SAINT-GERMAIN Campeão (7º título) |

## Artilheiros
Atualizado 3 de abril de 2017.
| Pos. | Jogador              | Equipe              | Gols |
| ---- | -------------------- | ------------------- | ---- |
| 1    | Gaëtan Laborde       | Bordeaux            | 4    |
| 1    | Edinson Cavani       | Paris Saint-Germain | 4    |
| 3    | Emiliano Sala        | Nantes              | 3    |
| 3    | Ángel Di María       | Paris Saint-Germain | 3    |
| 3    | Jean-Philippe Mateta | Lyon                | 3    |
| 3    | Kylian Mbappé        | Monaco              | 3    |